# Apis (marca)
Apis és una marca de l'empresa alimentària espanyola Carns y Vegetales, dedicada a la producció, comercialització i distribució (negocis) distribució de tomàquets, patés, conserves càrnies i sucs (sota la marca Fruco). Anteriorment, i sota la denominació de Carcesa, formava part del grup Nueva Rumasa. Després de la fallida d'aquest en 2011, va ser adquirida per les cooperatives extremenyes de la tomata.

## Fàbriques
- Mèrida: és una fàbrica totalment nova (any 2006) i moderna. Fabrica conserves càrnies i posseeix línies d'envasat en envasos de llauna i envasos de vidre, amb un sistema robotitzat de maneig d'envasos buits i un equip d'esterilització de 10 autoclaus d'última generació.[1]
- Montijo: és una fàbrica remodelada amb una gran capacitat de producció. Fabrica conserves vegetals i posseeix línies d'envasat en calent en envasos de llauna, envasat asèptic en envasos de cartró (bric) i bosses d'alumini.[1]
- Don Benito: és una fàbrica remodelada i versàtil. Fabrica conserves vegetals i posseeix línies d'envasat en calent en envasos de llauna, vidre i plàstic, envasat asèptic en envasos de cartró (bric) i bosses d'alumini.